# Закатать в асфальт
«Закатать в асфальт» (англ. Dragged Across Concrete) — канадский боевик режиссёра С. Крэйга Залера, в главных ролях которого задействованы Мел Гибсон и Винс Вон. Премьера состоялась на Международном кинофестивале в Венеции 3 сентября 2018 года. В США фильм вышел 22 марта 2019 года. В России фильм вышел 21 марта 2019 года.

## Сюжет
В основе сюжета лежит история о двух полицейских, один из которых Бретт (роль исполняет Мел Гибсон), а другой — его младший по званию партнер Энтони (роль исполняет Винс Вон). В связи с ситуацией, в которую они попадают, они оказываются временно отстранёнными от службы. У обоих полицейских нет ни лишних денег, ни другой работы, и они решают попробовать воспользоваться преступным миром для решения своих проблем. Вместо этого они находят гораздо больше проблем, чем у них было.

## В ролях
| Актёр               | Роль             |
| ------------------- | ---------------- |
| Мел Гибсон          | Бретт Риджмэн    |
| Винс Вон            | Энтони Лурасетти |
| Тори Киттлз         | Генри Джонс      |
| Майкл Джей Уайт     | Бисквит          |
| Дженнифер Карпентер | Келли Саммер     |
| Лори Холден         | Мелани Риджмэн   |
| Дон Джонсон         | лейтенант Каверт |
| Томас Кречман       | Ларри Фогельман  |
| Удо Кир             | Фридрих          |
| Майлс Труитт        | Итэн             |
| Адам Чекман         | Бэхзад           |
| Оливер Махоро Смит  |                  |
| Лианнет Боррего     | Розалинда        |
| Карди Вонг          | Сид              |

## Производство
Съёмки фильма начались 1 февраля 2017 года. Крэйг Залер является не только режиссёром картины, но и автором сценария. Для Мела Гибсона и Винса Вона — это не первая совместная работа. Они вместе работали над фильмом Мела Гибсона «По соображениям совести». Кет Кьярвал из United International Pictures создал фильм вместе с Залером и Далласом Сонниером из Cinestate. Компания Assemble Media и Сефтоном Финчем из фильма «Взгляд в небо» с финансированием Объединённого кинематографического фонда Кьярвала. В мае 2017 года Lionsgate приобрела права на распространение фильма в США и выпустит его через свою дочернюю компанию Summit Entertainment.

## Награды и номинации
- 2019 — 4 номинации на премию «Сатурн»: лучший триллер, лучший сценарий (С. Крэйг Залер), лучший актёр (Мел Гибсон), лучший грим (Лиза Лав, Тейт Стейнсик).
- 2020 — номинация на премию «Золотая малина» за самое безрассудное пренебрежение к человеческой жизни и общественной собственности.